# Be My Wife
Be My Wife is een nummer van de Britse muzikant David Bowie, uitgebracht als de tweede single van zijn album Low uit 1977.

## Achtergrond
De aanwezigheid van het nummer in het album Low laat het elektronische gevoel van de rest van het album zakken. Ook ligt de tekst van het nummer dichter bij een traditioneel rocknummer dan de andere nummers van het album.
Het nummer wordt gezien als een laatste poging van Bowie om de relatie met zijn vrouw Angie Bowie te redden. Er was veel spanning ontstaan tussen het koppel en zij waren het niet met elkaar eens over de locatie van een nieuwe woonplaats in Europa. Angie had eerder al laten zien dat zij geraakt wordt door zijn muziek; David speelde "The Prettiest Star" via de telefoon als onderdeel van zijn aanzoek aan haar. Uiteindelijk bleef David in Berlijn wonen en wilde hij niet terug naar Zwitserland verhuizen, wat resulteerde in hun scheiding in 1980.
Het nummer begint met een door ragtime geïnspireerde piano-opening, die overeenkomt met de retro tekst, alhoewel het snel wordt overschaduwd door gitaren en drums. Het nummer herhaalt steeds de teksten, maar met veranderingen in de tijd tussen de regels tijdens het nummer. Het nummer eindigt met een simpele fade out, terwijl het terugkeert naar de introducerende pianoriff met de rest van de band op de achtergrond spelend.
"Be My Wife" was de tweede single van het album Low na "Sound and Vision", maar werd de eerste nieuwe Bowie-single die niet in de hitlijsten terechtkwam sinds "Changes" in januari 1972. Het nummer werd regelmatig live gespeeld en Bowie heeft zelf meerdere malen gezegd tijdens deze shows dat het een van zijn favoriete nummers is.

## Videoclip
"Be My Wife" was de eerste videoclip van Bowie sinds "Life on Mars?" halverwege 1973. De videoclips zijn op een manier met elkaar te vergelijken: Bowie staat alleen tegen een witte achtergrond en zingt het nummer alleen. De clip, geregisseerd door Stanley Dorfman, bevatte Bowie met make-up op en kleren die werden beïnvloed door Buster Keaton terwijl hij op een gitaar speelt.

## Tracklijst
- Beide nummers geschreven door Bowie.

1. "Be My Wife" - 2:55
2. "Speed of Life" - 2:45

## Muzikanten
- David Bowie: zang, leadgitaar, pump bass
- Carlos Alomar: slaggitaar
- George Murray: basgitaar
- Dennis Davis: drums
- Roy Young: piano
- Brian Eno: synthesizer